# Jacob Koppes
Jacob "Jean" Koppes (1876, Amsterdam - 1953, Ploiești) a fost un inginer olandez care a lucrat în domeniul petrolier la Ploiești începând 1890. Jacob Koppes a devenit celebru după ce la 10 martie 1906 a fondat asociația sportivă  Atletic Club United Ploiești, cu sediul în Strada Independenței.
..."La 11 aprilie 1904, s-au întrunit in număr mare, la cercul militar central (local), membrii fondatori ai societății de sport din județul Prahova, înființată prin muncă și stăruința colonelului Hirjeu din Ploiești. Erau prezenți peste una suta de membri civili și militari".

... "Se aduce la cunoștința generală ca de la 1 octombrie 1908 se dă în antrepriză bufetul Societăței de Sport din Prahova pe un perioadă de 3 ani. Licitațiunea va avea loc in ziua de 26 august orele 10 dimineața în localul Societăței de Sport din Bulevardul Independenței". (Ziarul Prahova).
Licitația avea să fie câștigată de Jacob Koppes.